# Madfeld
Madfeld ist ein Dorf im Osten des Sauerlands. Bis 1974 bildete es eine selbstständige Gemeinde im Amt Thülen, seit 1975 ist es eine Ortschaft der Stadt Brilon im nordrhein-westfälischen Hochsauerlandkreis. Am 31. Dezember 2021 waren 1273 Personen mit in Madfeld gemeldet.

## Geografie

### Lage
Der Ortskern von Madfeld erstreckt sich vor allem über die Nordseite des Schwickartsbergs (499,2 m), einem Berg der Briloner Höhen. Damit liegt Madfeld am Ostrand der Briloner Hochfläche. Diese offene Landschaft prägt das Madfelder Gebiet im Westen und Nordwesten. Nördlich des Dorfes befinden sich das Bürener Land und das Sintfeld.
Das Sintfeld ist Teil der Rhein-Weser-Wasserscheide. Daher gehört der in Madfeld entspringende Aabach ebenso wie die östlich Madfelds entspringende Große und Kleine Aa zum Flusssystem des Rheins, während die am süd- beziehungsweise südöstlichen Ortsrand entspringenden kurzen Bäche zur Hoppecke abfließen, die zum Flusssystem der Weser gehört.
Die weitere Umgebung von Madfeld ist stark bewaldet. Im Nordosten und Osten grenzt Madfeld an den Fürstenberger Wald. Dieser geht weiter südlich in das Diemelbergland über, an dem Madfeld Anteil hat.
Auf Madfelder Gebiet befinden sich die Berge Bembruchskopf (451,3 m), Eikenberg (451,2 m), Hamm (520,2 m), Hogesknapp (480,3 m), Krautkopf (484,1 m), Prinzknapp (478,7 m), Stemmel (514,2 m), nordöstlich der Berg Brautlicht (498,7 m), ein Ausläufer des Totenkopfs (502,6 m).

### Ausdehnung
Das Gebiet der ehemaligen Gemeinde und heutigen Ortschaft Madfeld ist 1.468,34 Hektar groß. Die Extrempunkte sind im Norden an der Mündung des Schnadesiepens in den Aabach, im Osten an der Mündung der Großen Aa in den Aabach, im Süden etwa 100 Meter südlich des Abzweigs der Alten Poststraße von der Bredelarer Straße und im Westen am Hansgerloherweg südwestlich des Hamms. Der höchste Punkt liegt auf 520,2 m ü. NN auf dem Hamm, der tiefste Punkt stimmt mit dem nördlichsten überein und hat eine Höhe von 369,5 m ü. NN.
Die Grenzen Madfelds entsprechen weitestgehend den im 16. Jahrhundert gezogenen. Im Norden folgt sie dem Schnadesiepen bis zu dessen Einmündung in den Aabach. Dieser bildet bis zur Einmündung der Großen Aa die Grenze, anschließend verläuft sie parallel zum Aabach entlang der Eggestraße. Ab der Kläranlage folgt sie der Waldgrenze zum Staatsforst Bredelar. Erst Auf’m Schild geht die Grenze durch Waldgebiete, zunächst entlang des Waldweges und überquert dann die Bredelarer Straße. Sie verläuft ab den Fischteichen in der Madfelder Schweiz nördlich, bis sie erneut auf die Bredelarer Straße trifft. Dort sind Wald- und Gemeindegrenze wieder identisch. Der Rösenbecker Steinbruch ragt am Stemmel kurz in Madfelder Gebiet. Die Grenze folgt zunächst dem Feldweg nach Thülen und biegt dann in den Hansgerloherweg. Die ehemalige Almer Linde an der Almer Straße wird ausgeklammert, ansonsten folgt die Grenze weiter dem Feldweg. An der dollen Seite biegt die Grenze ab um im Bleiwäscher Düsterstal zu münden. Von dort läuft sie bis zur Bleiwäscher Straße entlang des Feldwegs. Die Schwelge jenseits der Bleiwäscher Straße bildet die weitere Grenze, bis diese schließlich auf den Schnadesiepen trifft.
Aufgrund der Auseinandersetzung zwischen dem Kloster Bredelar und den Herren von Padberg endet die Gemeindegrenze recht abrupt östlich und südlich des Dorfkerns und der Großteil der umliegenden Wälder gehört bis heute zum Staatsforst Bredelar. Die Madfelder Solstätter hatten aber Holz- und Hudeberechtigungen in den Walddistrikten Egge, Kellekerholz, Kälberköpfe, Brautlicht und Liebfrauenberg. Egge und Kellekerholz gehören heute zum Madfelder Wald, Kälberköpfe, Brautlicht und Liebfrauenberg sind nach wie vor von Madfelder Seite gut erschlossen. Insgesamt umfasst der Madfelder Wald heute 350,25 Hektar.

### Nachbarorte
Madfeld grenzt im Süden und Südwesten an Rösenbeck, im Westen an Radlinghausen und im Westen und Nordwesten an Alme. Diese drei Dörfer sind wie Madfeld Ortschaften der Stadt Brilon. Nördlich grenzt Madfeld an Bleiwäsche, im Nordosten kurz an Fürstenberg; beides Ortschaften der Stadt Bad Wünnenberg im Kreis Paderborn. Daran schließt sich ebenfalls noch im Nordosten Bredelar an, eine Ortschaft der Stadt Marsberg, die Madfeld im gesamten Osten und bis in den Südosten umgibt.
Im Umkreis von etwa fünf Kilometern um den Ortskern von Madfeld liegen folgende Orte:
| Alme (Almerfeld)               | Bleiwäsche                                  | Bleiwäsche Fürstenberg Bredelar |
| Nehden Radlinghausen           | Kompassrose, die auf Nachbargemeinden zeigt | Bredelar                        |
| Thülen Rösenbeck Messinghausen | Rösenbeck Beringhausen Helminghausen        | Bredelar Padberg                |

Die Kernstadt von Marsberg liegt etwa neun Kilometer Luftlinie ostnordöstlich von Madfeld, jene von Bad Wünnenberg rund zehn Kilometer nördlich und die Briloner Kernstadt etwa elf Kilometer westsüdwestlich. Als Mittelzentrum fungiert vor allem Brilon, zum Teil auch Marsberg. Das nächstgelegene Oberzentrum ist das knapp 33 Kilometer nördlich gelegene Paderborn.

## Geschichte
Es wird davon ausgegangen, dass das heutige Madfelder Gebiet schon seit mehr als 4000 Jahren besiedelt ist. Beleg dafür ist ein Keil, der in die Jungsteinzeit datiert wird und auf dem heutigen Madfelder Gebiet gefunden wurde. Die nächsten Funde datieren in die ältere vorrömische Eisenzeit. Während Bauarbeiten für die Windkraftanlagen zwischen Madfeld und Bleiwäsche wurden 2006 auf einer Fläche von etwa drei Quadratkilometern über 60 Gruben und Pfostenlöcher entdeckt. In diesen befanden sich Keramikreste. Auch Eisenschlackenreste wurden gefunden. Solche eisenzeitliche Siedlungsspuren im Sauerland sind selten.
Erstmals urkundlich erwähnt wird Madfeld in der Schenkung der Grafschaft Haholds II. an Bischof Meinwerk und die Kirche von Paderborn durch König Heinrich II. vom 10. April 1011. Das dort erwähnte „Matfeld“ ist noch kein geschlossenes Dorf, sondern verweist auf eine Landschaft. (Vergleichbar dem benachbarten Sintfeld.) Wie groß dieses Gebiet gewesen ist, ist heute unklar. Es ragte in die Ortslagen der heutigen Dörfer Radlinghausen und Bleiwäsche hinein und umfasste die wüst gefallenen Orte Weißinghausen, Meveringhusen, Walberinghusen/Wolberinghausen, Heddinghausen, Emminchusen/Hemminghusen, Glinden(e), Thietboldinghusen, Lutborgehusen/Luberinghusen, Wulfferinchhusen und Osning(en)/Oestlingen. Es besteht die Vermutung, dass es mit dem Gebiet des Freigerichts, dessen Mittelpunkt später Alme war, übereinstimmt. Dieses umfasste alle Ortschaften zwischen den wüst gefallenen Orten Andepen (südlich von Leiberg) und Keffelke (östlich von Brilon) und entspricht dem heutigen Gebiet von Ober- und Niederalme, Wülfte, Nehden, Thülen, Bontkirchen, Radlinghausen, Rösenbeck und Madfeld. Für das Jahr 1550 liegt die Zeugenaussage des Thülener Bauern Hermann Bluwels vor, der angibt Thülen liege auf dem Madfeld.
Neben den Paderborner Bischöfen hatten noch weitere kirchliche Institutionen und Adlige Besitzrechte auf dem Madfeld. Die Grafen von Arnsberg vergaben Höfe in Heddinghausen und Osningen als Lehen an die Herren von Padberg, die Edelherren von Büren in Thietboldinghusen an einen Ritter Konrad von Walberinghusen. Als kirchlicher Obereigentümer ist vor allem das adelige Damenstift Böddeken zu nennen, dessen Besitzungen vom Amt Widden (auch Amt Osningen auf dem Madfeld genannt) verwaltet wurden.
In den genannten Orten wurde vor allem Landwirtschaft betrieben. Daneben spielte die Bleigewinnung eine Rolle. Im Bereich des wüst gefallenen Ortes Wulfferinchhusen konnten Bleischlacken und Bleierze aus der Zeit von etwa 920 bis 1180 gefunden werden. Aus dem 10. bis 12. Jahrhundert stammen Kochtöpfe, die bis in den Hellwegraum gehandelt wurden. Auch aus dem Spätmittelalter, genauer der Phase des 13./14. Jahrhunderts, wurden dort Bleischlacken gefunden.
Gegen Ende des 14. Jahrhunderts spitzte sich der Konflikt zwischen den Benglern, an deren Spitze Friedrich III. der Ältere vom Alten Haus Padberg stand, und dem Paderborner Fürstbischof zu. Infolgedessen verkaufte das Stift Böddeken am 30. März 1390 sein Amt Widden an die Herren von Padberg (Linie altes Haus). Bereits 1340 hatten diese Güter auf dem Madfeld von den Edelherren von Büren erworben. Mad- und Sintfeld gerieten bald darauf in den Mittelpunkt des Konflikts. Bischof Ruprecht zog 1392 gegen die Herren von Padberg, konnte deren Burgen jedoch nicht erobern und verwüstete daraufhin zahlreiche Dörfer in der Umgebung. Zwei Jahre später wiederholte er den Kriegszug gegen Padberg, diesmal unterstützt vom Erzbischof von Köln und vom Herzog von Braunschweig. Er eroberte Padberg und verwüstete es, starb jedoch bei der Belagerung Padbergs an einer Seuche. Erst Ruprechts Nachfolger Johann I. von Hoya gelang 1392 der Sieg über Padberg. Infolge dieser Auseinandersetzungen lag nach dem Einkünfteregister des Klosters Bredelar von 1416 ein Hof in Hemminghausen wüst, in Heddinghusen, Glinden und Osningen wurden noch Höfe bewirtschaftet. Die Söhne Friedrichs von Padberg verpfändeten 1418 ihren gesamten Besitz, den sie von den Edelherren von Büren und dem Stift Böddeken erhalten hatten an das Kloster Bredelar. Neben den Fehden führten vor allem die Pestwellen in den Städten zur Landflucht. Zum einen wurden weniger Lebensmittel nachgefragt, zum anderen wurde der Zuzug in die Städte erleichtert. Unter diesem Einfluss und den weiter anhaltenden Fehden dürfte das Madfeld größtenteils wüst gefallen sein. Von Radlinghausen und Rösenbeck ist bekannt, dass ihre Feldfluren wüst lagen.
Ein Aufschwung setzte erst ein, nachdem der römisch-deutsche König Maximilian I. den Ewigen Landfrieden ausgerufen hatte. Antonius vom Alten Haus Padberg (Tönies von Padberg) erwarb die Hälfte der an Bredelar verpfändeten Ländereien zurück. Angeblich 1482 soll er seine sechs Höfe zu Glindene, Hemminghausen, Oestlingen, Lübberinghausen, Heddinghausen und Detbelinghausen zusammengezogen haben und darauf Madfeld als Kirchdorf gegründet haben. Als neuer Siedlungsschwerpunkt kam nur Oestlingen in Betracht, da sich hier eine Kirche befand. Das Alter der Kirche ist unbekannt, Besitzer und vielleicht Gründer dürften die Damen zu Böddeken oder ihre Vögte, die Edelherren von Büren, gewesen sein. Von diesen ging sie an die Herren von Padberg über. Die Gründung orientierte sich an der Entwicklung auf dem Sintfeld (Gründung Fürstenbergs 1449, Leibergs 1490, Haarens 1491), dürfte aber weit weniger planvoll verlaufen sein. Mit dem Kloster Bredelar gab es Auseinandersetzungen um den Kirchenzehnten und die Waldnutzung, außerdem bestand es auf seine Hälfte der Ländereien. Im Westen bauten die Herren von Meschede zu Alme ihre Herrschaft aus und gelangten 1497 beziehungsweise 1503 in den Besitz von Meveringhausen und Weißinghusen (in der Nähe des heutigen Haus Almerfeld). Mit dem Kloster Bredelar konnte Tönnies von Padberg 1507 einen Vertrag abschließen. Darin wurde geregelt, dass das Madfeld die sechs oben erwähnten Orte umfasst, die Herren von Padberg hierüber die niedere Gerichtsbarkeit ausüben und die Abgaben und Dienste der Bauern erhalten. Das Kloster Bredelar erhielt im Gegenzug den Kirchenzehnten, musste dafür aber den Pfarrer von Oestlingen ernähren und erhielt weiterhin den Besitz über Rösenbeck, Radlinghausen und Bontkirchen. Das Madfeld wurde neu besiedelt, namentlich sind aus einer Zeugenbefragung von 1549 acht Personen bekannt, die aus Medebach, Marsberg, Gevelinghausen, Heringhausen und Berlar stammten. In den folgenden Jahren nahm der Ort einen stetigen Aufschwung, für das Jahr 1565 sind 49 Steuerzahler nachgewiesen.
Ein Problem bildete die Nordgrenze. Sowohl die Herren von Padberg als auch das Kloster Bredelar hatten in ihrem Vertrag von 1507 übersehen, dass auch die Herren von Westphalen Anspruch auf die Dörfer Thietboldinghusen und Lubberinghusen erhoben. Die Orte waren seit Jahrzehnten unbewohnt und die Felder von den Nachbarorten genutzt worden. Zu Konflikten kam es als Kupfer- und Bleivorkommen in dem Bereich vermutet wurden und die Herren von Westphalen 1540 von Fachleuten aus Geseke bei Thietboldinghusen eine Schmelzhütte anlegen ließen. Dies alarmierte den Erzbischof von Köln, der das Bergregal ausübte. Auch die Nonnen des Klosters Gaukirche in Paderborn erinnerten sich an alte Eigentumsrechte (in Nachfolge des Ritters von Walberinghusen) in Thietboldinghusen. Der Bischof von Paderborn vermittelte zwischen dem Kloster Gaukirchen und den Herren von Westphalen, sodass die Herren von Westphalen von dieser Seite einen Besitztitel erhielten. Der Konflikt mit Oestlingen war noch nicht beigelegt und verschärfte sich als es 1550 zum Streit um die Holz- und Weiderechte kam. Im Jahr 1562 wurde zur Lösung eine Kommission aus Regierungsvertretern Kölns und Paderborns eingesetzt. Das im selben Jahr unterzeichnete Abkommen und die begangene Schnade bestätigten im Wesentlichen die Ansprüche der Herren von Westphalen. Das Kloster Bredelar erhielt zum Ausgleich ein Waldstück an der Aa. Noch heute bildet die seinerzeit beschlossene Grenze zwischen Madfeld und dem späteren Bleiwäsche die Grenze zwischen den Regierungsbezirken Arnsberg und Detmold.
Gegen Ende des 16. Jahrhunderts wurde in einer Urkunde erstmals der Name Madfeld für Oestlingen verwandt. Eine Zeit lang standen die Namen nebeneinander, im 17. Jahrhundert setzte sich die Bezeichnung Madfeld durch. Der Aufschwung des Ortes hielt weiter an. Bis zum Beginn des Dreißigjährigen Kriegs entstanden 88 Bauernhöfe. Die Plünderungen des Krieges und die mit ihm einhergehenden Seuchen führten zu einem erneuten Niedergang. Bei Ende des Krieges waren nur die Hälfte der Höfe übrig geblieben.
Am 7. September 1643 fiel ein Wolf in das Dorf ein und tötete zwei schwangere Frauen. Der Wolf wurde anschließend getötet.
Um 1800 und bis ins 19. Jahrhundert war Madfeld eine arme Gemeinde. Dies war neben ungünstigen äußeren Umständen auf die hohe Abgabenlast gegenüber den Grafen von Padberg zurückzuführen. Aus der Schulchronik ist bekannt, dass die Bewohner, unter ihnen die Kinder, gezielt betteln gingen. Am Ende des 18. Jahrhunderts und zu Beginn des 19. Jahrhunderts kam es wiederholt zu Holzdiebstählen durch Madfelder im Marsberger Wald. Am 28. Februar 1799 suchte eine Marsberger Delegation unter Mithilfe zweier Briloner Schöffen nach dem Holz in Madfeld, wurde nicht fündig und später von einer aufgebrachten Menschenmenge angegriffen.
Am 10. Mai 1891 zerstörte ein Feuer elf Häuser und Höfe.
Im Revolutionsjahr 1919 bildete sich in Madfeld ein Arbeiter- und Soldatenrat.
Nach der nationalsozialistischen „Machtergreifung“ 1933 wurden zwölf Madfelder wegen „kommunistischer Umtriebe“ verhört. Einige von ihnen wurden inhaftiert.
Am 28. März 1945 quartierten sich Teile des Stabes der 8. Armee in Madfeld ein, verließen das Dorf jedoch am frühen Morgen des nächsten Tages. Am Nachmittag fuhren noch Fahrzeuge der Wehrmacht darunter Krankenwagen durch Madfeld, abends wurden die Geräte der Luftnachrichtenstelle gesprengt. Diese Luftnachrichtenstelle der Luftverteidigung war am 24. Dezember 1943 nördlich des Dorfes errichtet worden. Die Luftwaffenhelferinnen und Arbeitsmaiden der Luftwaffeneinrichtung blieben im Dorf. Es sollten noch Baumsperren vom Volkssturm in Richtung Bredelar errichtet werden; dies unterblieb aber, da die Wehrmacht das Dorf aufgegeben hatte. An den beiden folgenden Tagen fuhren einige amerikanische Fahrzeuge durch Madfeld. Am 2. April 1945 traf ein amerikanischer Ortskommandant ein, am folgenden Tag rückten amerikanische Soldaten ein. Es wurden alle Schusswaffen und Fotoapparate eingezogen. Die US-Soldaten zogen am 10. April ab und am 24. April noch einmal für wenige Tage nach Madfeld ein. Vom 11. bis 13. April beteiligten sich die Madfelder an der Plünderung des großen Textillagers im Kloster Bredelar, welches die US-Truppen freigegeben hatten.
Im Zweiten Weltkrieg fielen 66 Madfelder als Soldaten, davon die meisten an der Ostfront, oder starben in Gefangenschaft.
Mit der kommunalen Neugliederung in Nordrhein-Westfalen (§ 12 Sauerland/Paderborn-Gesetz) wurde am 1. Januar 1975 die bisher zum Amt Thülen gehörende Ortschaft nach Brilon eingemeindet.

### Geschichte der jüdischen Gemeinde Madfeld

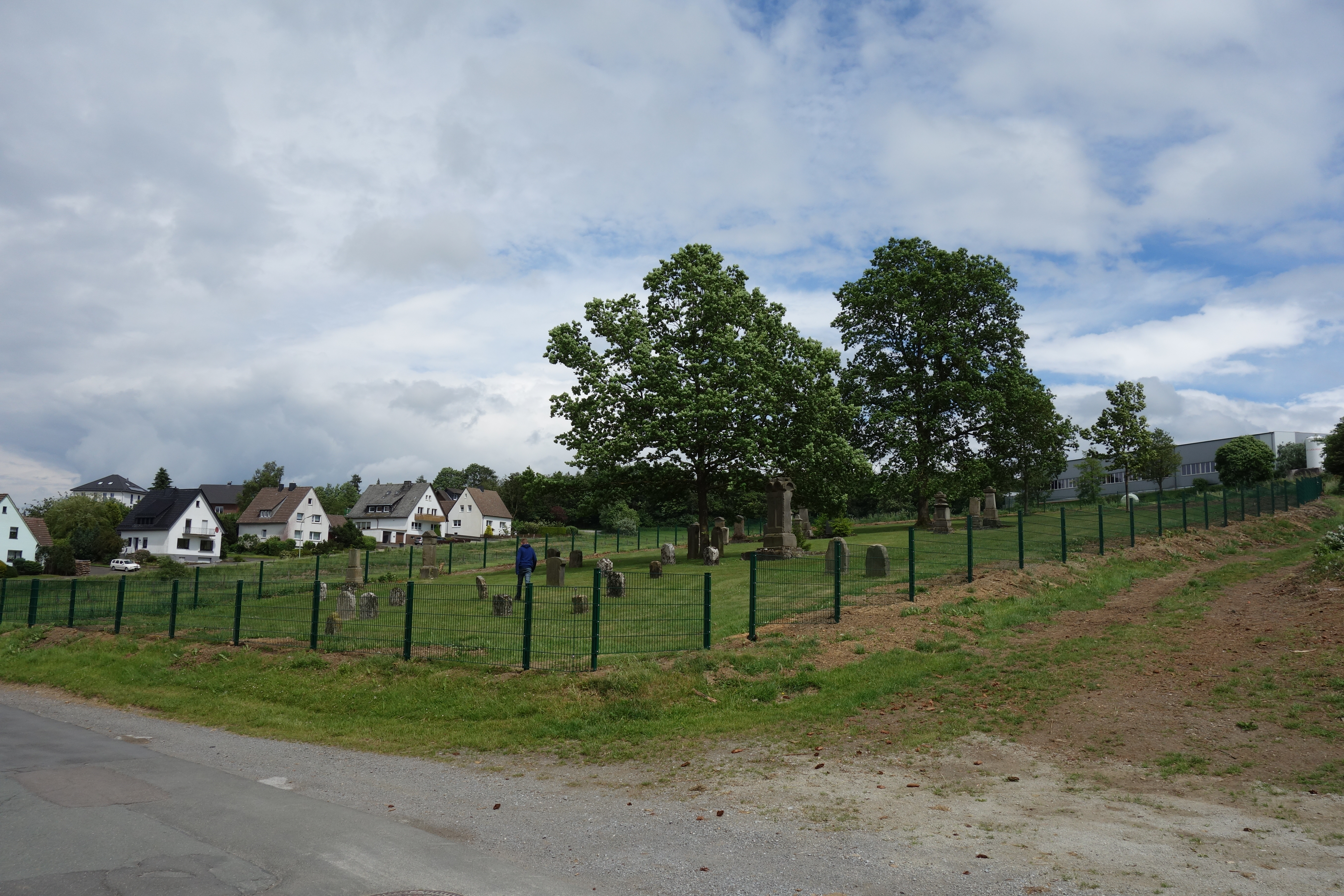
Jüdischer Friedhof Madfeld

Ab dem Jahr 1704 lassen sich jüdische Einwohner Madfelds nachweisen, die zunächst dorthin „vergeleitet“ wurden. Ihre Zahl stieg kontinuierlich und erreichten einen Höhepunkt mit 96 Personen im Jahr 1855. Bereits um 1750 bestand eine jüdische Gemeinde. Spätestens mit ihrem Bestehen wurde der jüdische Friedhof „vor der Egge“ angelegt. Die Gemeinde war bestrebt eine Synagoge zu errichten. Am 25. Februar 1855 wurde Madfeld Synagogenuntergemeinde der Synagogengemeinde Padberg, agierte jedoch weiterhin weitestgehend unabhängig von dieser. Im selben Jahr, am 9. November brannte eine bis dahin bestehende Synagoge ab und die Gemeinde bemühte sich um einen Neubau. Dieser konnte am 21. August 1858 fertiggestellt werden. Am 24. Juli 1883 nahm die jüdische Privatschule in Madfeld den Unterricht auf. Sie war in der Synagoge untergebracht. Die Bemühungen der jüdischen Einwohner um eine solche Schule reichten bis 1819 zurück. Zuvor hatten die Kinder jüdischen Glaubens die katholische Volksschule besucht, der Religionsunterricht erfolgte durch die Eltern, nur 1823 und 1828 konnten sie einen Privatlehrer unterhalten. Auch nach 1883 waren die Madfelder Juden bemüht die Privatschule in eine öffentliche Schule umzuwandeln. Sie machten unter anderem geltend, dass die Volksschule überfüllt sei und fast 30 Kinder in der jüdischen Schule durch einen staatlich geprüften Lehrer unterrichtet wurden. Entsprechende Anträge wurden immer wieder abgelehnt. In der Folgezeit musste die Schule aufgrund von Lehrerwechseln immer wieder geschlossen werden. Einen Rückschlag nahm das Gemeindeleben als Salomon Löwenbach 1895 von Madfeld nach Paderborn zog. Er war mit Abstand das wohlhabendste Mitglied der Gemeinde. Eine Folge war, dass der Schulbetrieb zum Erliegen kam. Er wurde zwar kurzzeitig 1896 und 1912 aufgenommen, zuletzt mit finanzieller Unterstützung der politischen Gemeinde Madfeld. Die jüdischen Kinder besuchten sonst von da an die katholische Volksschule und erhielten durch Privatlehrer Religionsunterricht. Ein Grund war die abnehmende Zahl an Gemeindemitgliedern, da viele Madfelder im Zuge der Industrialisierung in die Industriegebiete, vor allem das Ruhrgebiet zogen. Bereits 1924 löste sich die jüdische Gemeinde auf, die Synagoge und der Friedhof gingen an einen Synagogenverein über. Die Synagoge hätte saniert werden müssen, was die verbliebenen Gemeindemitglieder nicht leisten konnten. Sie wurde in der Folgezeit als Heulagerstätte durch einen benachbarten Bauern genutzt.
Nach der „Machtergreifung“ der Nationalsozialisten versuchten die verbliebenen Juden ihr Leben in Madfeld fortzusetzen. Bereits der Judenboykott 1933 schränkte ihre wirtschaftlichen Grundlagen ein. In der sogenannten „Reichskristallnacht“ erreichte ein Lastwagen mit Pflegern der Marsberger Anstalt Madfeld. Gemeinsam mit den Madfelder Nationalsozialisten setzten sie die ehemalige Synagoge um halb neun in Brand und griffen mehrere Wohnhäuser an, eines davon wurde „kräftig demoliert“, die Hauseigentümerin nach Protesten geschlagen. Sechs jüdische Männer wurden in das Feuerwehrgerätehaus getrieben und von dort nach Brilon gebracht. Am 11. November 1938 wurden fünf von ihnen nach Sachsenhausen deportiert, allerdings 1939 von dort entlassen. Am 27. Juli 1942 wurden vier bis sechs der noch verbliebenen Madfelder Juden nach Bredelar gebracht und von dort zunächst nach Theresienstadt, anschließend nach Auschwitz deportiert. Vermutlich am 2. März 1943 wurde der letzte Madfelder Jude nach Bergen-Belsen deportiert. Außerdem verwüsteten die Nationalsozialisten den jüdischen Friedhof. Er wurde nach dem Ende der nationalsozialistischen Diktatur wiederhergestellt und ist heute der einzige Zeuge einer 250-jährigen jüdischen Kultur in Madfeld. Insgesamt fielen 25 Madfelder oder in Madfeld Geborene der Shoa zum Opfer, vier überlebten Konzentrationslager, 27 gelang die Flucht ins Ausland, vor allem nach Argentinien und in die Vereinigten Staaten, und von sieben weiteren Personen ist der Verbleib unbekannt. Der jüdischer Friedhof im Dorf ist erhalten geblieben.

## Politik
Madfeld bildet heute eine Ortschaft der Stadt Brilon im Hochsauerlandkreis im Land Nordrhein-Westfalen. Der Rat der Stadt Brilon wählt einen Ortsvorsteher für Madfeld. Seit 2020 ist dies Egbert Haarhoff (CDU).
Bei der Kommunalwahl am 26. September 2009 stimmten bei der Ratswahl 58,1 % der Wähler für die SPD (+4,3 Prozentpunkte gegenüber der Kommunalwahl 2004), 29,0 % für die CDU (−11,2 Prozentpunkte), 7,8 % für die FDP (+5,7 Prozentpunkte) und 5,2 % für die Briloner Bürgerliste (BBL; +1,2 Prozentpunkte). Bei der Bürgermeisterwahl waren es 68,6 % für Franz Schrewe (SPD), 28,6 % für Klaus Hülsenbeck (CDU) und 2,8 % für Christiane Kretzschmar (BBL). Die Wahlbeteiligung betrug 63,3 %.

### Liste der Bürgermeister und Ortsvorsteher
Bürgermeister
- Johann Brune (1789–1799)
- Johann Weber (1800–1802)
- Friedrich Gerlach (1803–1805)
- Bunse (1809–1816)
- Jacob Lange (1844–1863)
- Franz Müller (1864–1870)
- Johann Finger (1870–1881)
- Schulte (1881–1884)
- Joseph Lange (1884–1890)
- Bernhard Schluer (1890–1909)
- Bernhardt Schenuit (1909–1921)
- Bernhard Finger (1921–1933)
- Heinrich Schulte (1933–1945)
- Franz Finger (1945–1946)
- Ferdinand Sprenger (1946–1948)
- Otto Borghoff (1948–1956)
- Heinrich Amen (1956–1969)
- Bernd Jostmeier (1969–1974)

Ortsvorsteher
- Bernd Jostmeier (1975)
- Bernd Schulte (CDU1975–1977)
- Heinz Voss (CDU 1977–1979)
- Heinrich Decker (CDU; 1979–1997)
- Manfred Rogoll (CDU; 1997–2004)
- Heinz Bickmann (SPD; 2004–2020)
- Egbert Haarhoff (CDU; seit 2020)

### Wappen
| Wappen der ehemaligen Gemeinde Madfeld | Blasonierung „Von Silber und Blau gespalten; vorn eine blaue Hirtenstabtülle; hinten eine silberne Saufederspitze.“ Beschreibung Für Madfeld, das von einer Feldmark mit kleinen Waldparzellen und einem großen Forst umschlossen ist, sind die Schäferei und die Schwarzwildjagd kennzeichnend. Deshalb sind Hirtenstabtülle und Saufederspitze von der Gemeinde in ihr Wappen aufgenommen worden. Am 15. Mai 1957 wurde eine Flagge in Form und Farbe des Wappens genehmigt, die amtliche Genehmigung des Wappens erfolgte am 29. Dezember 1959. Seit der Eingemeindung wird das Wappen aus „kulturhistorischen und traditionellen Gründen“ gezeigt. |

## Kultur und Sehenswürdigkeiten

### Theater
Seit 1996 führt die Laienspielgruppe Stotter & Co. ungefähr einmal pro Jahr ein Theaterstück auf. Meistens werden Volksstücke und Komödien gespielt.

### Musik
Seit 1961 besteht der Musikverein Madfeld e. V. Er gibt einmal jährlich ein Weihnachtskonzert und spielt sonst zu Schützenfesten, Karneval, Prozessionen sowie anderen Feierlichkeiten.
Außerdem existiert ein gemischter Chor.

### Bauwerke

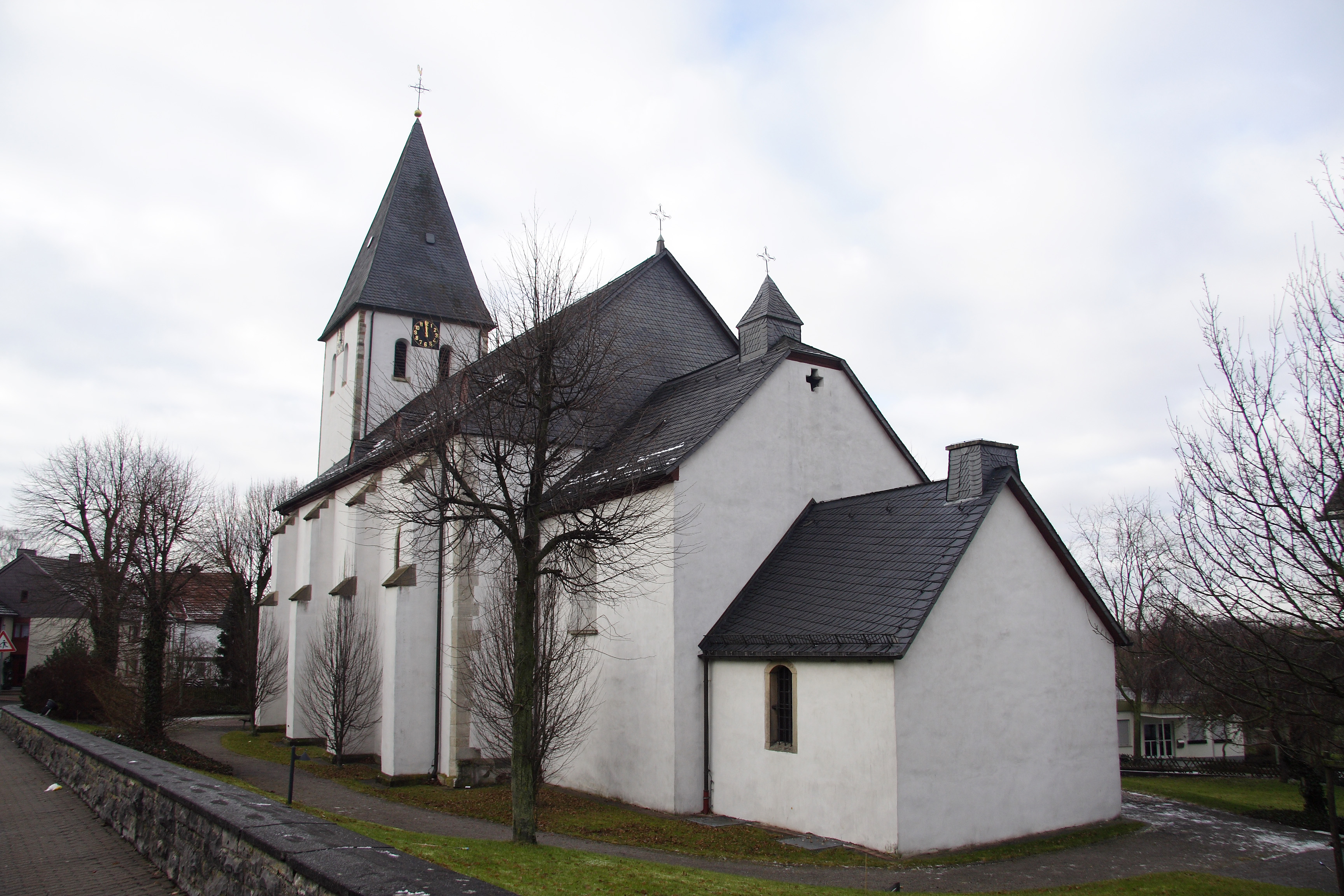
Westansicht der katholischen Pfarrkirche St. Margaretha Madfeld

Die Pfarrkirche St. Margaretha befindet sich in der Dorfmitte. Der Chor ist der Überrest einer romanischen Basilika, die übrige Kirche wurde im 19. Jahrhundert erbaut. Sie beherbergt einen barocken Hochaltar von Heinrich Papen.
Der jüdische Friedhof „vor der Egge“ wurde im 18. Jahrhundert angelegt und enthält noch 39 Grabsteine, die zum großen Teil schwer beschädigt oder stark verwittert sind. Der älteste Grabstein datiert auf das Jahr 1759, das letzte Begräbnis fand vermutlich 1935 statt.

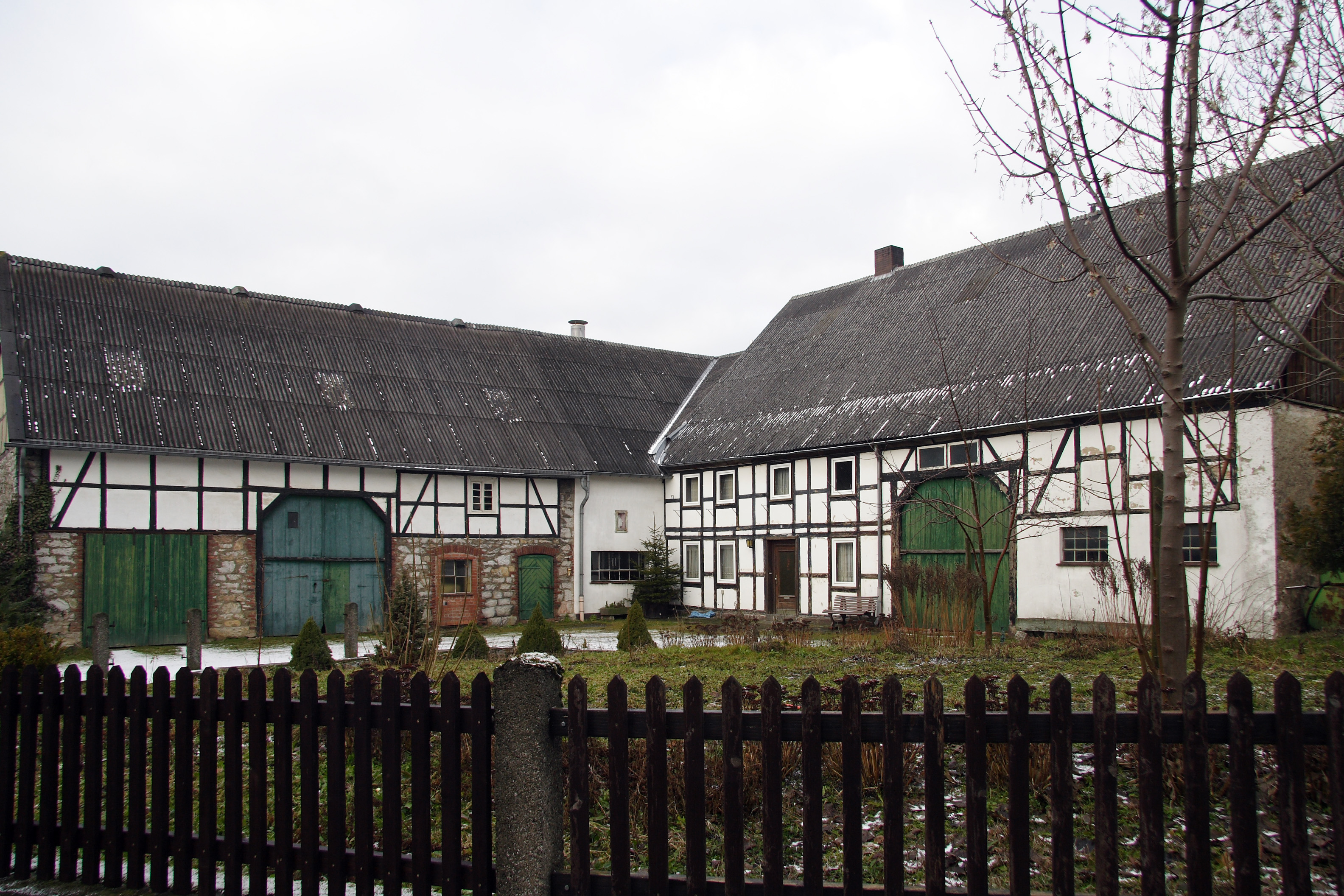
Bauernhof in der Margarethenstraße mit Fachwerk

Das älteste noch bestehende Wohnhaus ist ein Fachwerkbau von 1828 in der Kaiserstraße. Weitere Fachwerkbauten finden sich im Tiefen Weg, in der Bernhard-Bartmann-Straße und in der Margarethenstraße.

### Brüggepark
Östlich der Quelle des Aabachs befindet sich der Brüggepark. Der Aabach durchfließt hier einen kleinen Teich und untertunnelt dann das Neubaugebiet Wiesengrund.

### Naturschutzgebiete und -denkmale
Auf Madfelder Gebiet befinden sich fünf Naturschutzgebiete: Ab der Kläranlage ist das Gewässersystem des Aabachs unter Naturschutz gestellt. Der Zweck dieses Naturschutzgebiets Aabachtal ist die „Erhaltung und naturschutzfachliche Optimierung eines Talsystems“. Es dient dem Gefleckten Knabenkraut, dem Fieberklee und dem Schwarzstorch als Lebensraum. Es ist Teil des Natura-2000-Netzes.
Zwischen Krautkopf und Prinzknapp befindet sich das Naturschutzgebiet Hemmeker Bruch. Schutzzweck ist die „Erhaltung gefährdeter Grünlandgesellschaften und des darauf angewiesenen tierischen und pflanzlichen Arteninventars“. In ihm wird das Rote Höhenvieh gehalten. Das Naturschutzgebiet ist Lebensraum des Wiesenpiepers, der Rohrammer, des Feldschwirls und manchmal des Braunkehlchens. Außerdem brütet der Neuntöter mit zwei bis drei Paaren im Hemmeker Bruch.
Gegenüber dem Hemmeker Bruch befindet sich das Naturschutzgebiet Schwelge/Wolfsknapp. Der Schutzzweck ist die „Sicherung eines erdgeschichtlich und landeskundlich interessanten Landschaftsteiles von besonderer Eigenart und hervorragender Schönheit“.
Das Naturschutzgebiet Eschker Holz befindet sich im gleichnamigen Waldstück, Schutzzweck ist die „Sicherung strukturreicher Laubholz-Mischbestände innerhalb ausgedehnter Fichtenforste aus landeskundlichen Gründen sowie zur Erhaltung artenreicher Lebensgemeinschaften“.
Auf dem Stemmel befindet sich ein weiteres Naturschutzgebiet. Schutzzweck dieses Naturschutzgebietes Stemmel ist die „Erhaltung ökologisch wertvoller Sekundärbiotope und der Habitate von vielen, teilweise gefährdeten Tier- und Pflanzenarten“.
Teile des Dorfes liegen außerdem im Naturpark Diemelsee.
Als Naturdenkmale sind an Gehölzen eine Baumgruppe aus zwei Bergahornen und einer Edelkastanie, eine Baumgruppe aus drei Winter-Linden, eine Baumgruppe aus zwei Bergahornen, eine Winter-Linde sowie eine Baumgruppe aus zwei Eschen und einer Ulme festgesetzt. Sie befinden sich alle in der Nähe der Bleiwäscher Straße. Dies gilt auch für die Karsterscheinungen: zwei Dolinen und ein Schwalgloch sind als Naturdenkmale festgesetzt.

### Sport
Madfeld verfügt über einen Fußballplatz, eine Tennisanlage, eine Sporthalle und ein Hallenschwimmbad. Letzteres wird vom Förderverein Hallenbad Madfeld 1996 e. V. getragen.
Aktive Sportvereine im Dorf sind der Turn- und Sportverein Madfeld 1912 e. V. mit einer Fußball- und einer Schwimmabteilung, der Tennisclub Madfeld ’80 e. V. und die Wanderfreunde Madfelske Einhurse e. V.

### Regelmäßige Veranstaltungen
Die Schützenbruderschaft St. Margaretha Madfeld 1853 e. V. veranstaltet jedes Jahr am zweiten Wochenende im Juli ein dreitägiges Schützenfest.
Außerdem wird ebenfalls von der Schützenbruderschaft eine große Büttensitzung und am Rosenmontag ein Rosenmontagszug, mit über 40 Wagen und Fußgruppen, und anschließender Karnevalsparty in der Schützenhalle veranstaltet.

## Wirtschaft und Infrastruktur

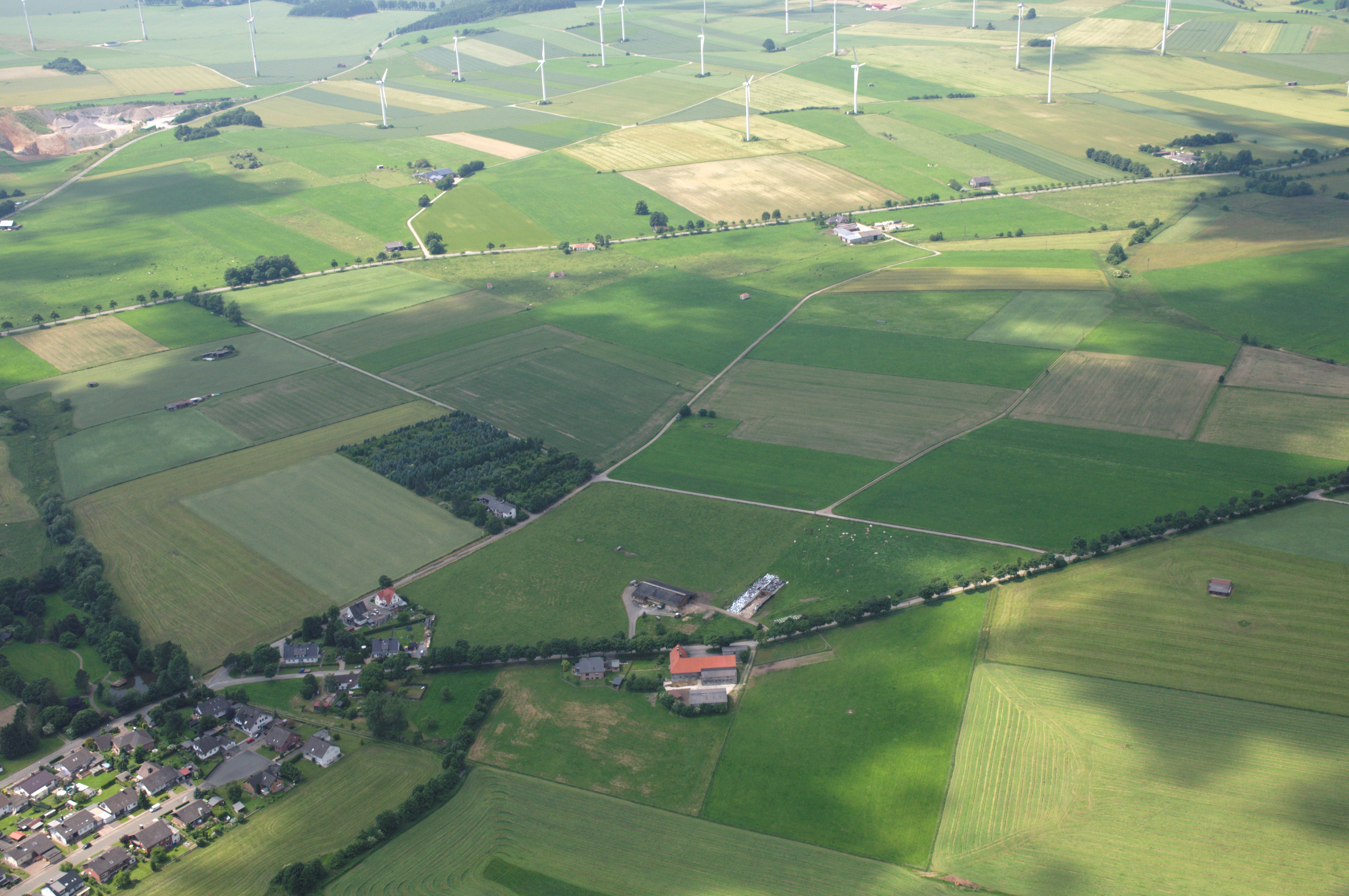
Luftaufnahme Nordrand von Madfeld; oben Windkraftanlagen bei Auf dem Hamm; links Kalksteinbruch an der Almer Straße

### Verkehr
Das Dorf liegt an der Landesstraße 637 (in Madfeld Bredelarer beziehungsweise Almer Straße genannt), die den Ort nach Süden an die in Ost-West-Richtung verlaufende Bundesstraße 7 (etwa 2 km entfernt), und im Nordwesten an die in Nord-Süd-Richtung verlaufende Bundesstraße 480 (rund 8 km entfernt) anbindet. Von der Landesstraße 637 zweigt außerhalb des Dorfkerns die Landesstraße 956 (Bleiwäscher Straße) ab, die über Bleiwäsche ebenfalls zur Bundesstraße 480 führt.
Im öffentlichen Personennahverkehr verkehren zwei Buslinien nach Brilon, eine nach Fürstenberg, ein Taxibus nach Radlinghausen und eine Nachtbuslinie nach Brilon und Willingen. Der nächste Bahnhof des schienengebundenen Personenverkehrs liegt im Nachbarort Bredelar an der Oberen Ruhrtalbahn von Hagen nach Warburg.

### Bildung
Die Nationalsozialistische Volkswohlfahrt richtete 1942 in der Volksschule einen Kindergarten ein. Bei Kriegsende übernahmen Schwestern der Vinzentinerinnen den Kindergarten. In den Folgejahren fand eine Betreuung im Kindergarten Thülen statt. Die Gemeinde Madfeld baute 1972/1973 einen neuen Kindergarten, der am 28. Mai 1973 eingeweiht wurde. Mit der Eingemeindung Madfelds 1975 ging die Trägerschaft an die Stadt Brilon. Der Kindergarten wurde bis 1992 auch von Bleiwäscher Kindern genutzt, seitdem verfügt Bleiwäsche über einen eigenen Kindergarten. Seit 2008 nennt sich der Kindergarten Zwergenland.
Eine Schule lässt sich in Madfeld bis in die zweite Hälfte des 18. Jahrhunderts nachweisen. Der Unterricht erfolgte zunächst im Schmied-Reuterschen Haus, seit dem 5. April 1810 in einer Scheune. Ein Schulneubau wurde 1881/1882 errichtet, dieser 1938 erweitert und renoviert. Bis zum 31. Juli 1969 handelte es sich um eine katholische Volksschule, danach war im Gebäude die Katholischen Grundschule St. Margaretha Madfeld untergebracht. Zum Schuljahr 2006/2007 wurde diese in die städtischen Verbundschule Alme-Madfeld-Thülen eingegliedert, ebenfalls eine katholische Grundschule. Seit dem Schuljahr 2010/2011 findet kein Unterricht mehr in dem Gebäude statt.
Der Besuch von weiterführenden Schulen ist in Brilon möglich. Die Bildungseinrichtungen in den Städten Marsberg, Bad Wünnenberg und Büren werden hauptsächlich aufgrund einer fehlenden Busanbindung so gut wie nicht genutzt.

## Töchter und Söhne des Dorfes
Der römisch-katholische Dogmatiker Bernhard Bartmann (1860–1938) wurde in Madfeld geboren. Er besuchte die Volksschule in Madfeld, bevor er seine Ausbildung am Lehrerseminar in Büren fortsetzte. Nach ihm ist heute die ehemalige Hauptstraße in Madfeld benannt.
Die Geschwister Bertha (1894–1966) und Siegfried Heimberg (1898–1965) wurden ebenfalls in Madfeld geboren. Beide besuchten die Volksschule in Madfeld, zogen aber 1912 mit ihrer Familie ins Ruhrgebiet. Bertha Heimberg setzte sich für die Freiwirtschaft ein, Siegfried Heimberg war von 1946 bis 1965 Vorsitzender des Landesverbands der Jüdischen Gemeinden von Westfalen-Lippe.

## Sonstiges
Von 1952 bis 1992 war der nördlich des Dorfs gelegene DECCA-Sender Madfeld in Betrieb. Der 105 Meter hohe Sendemast bildete die Masterstation der deutschen DECCA-Kette und wurde 1994 abgerissen.
In Madfeld fanden 2015 die ersten DLG-Waldtage der Deutschen Landwirtschafts-Gesellschaft statt.